# Уокер, Лонни
Лонни Уокер (англ. Lonnie Walker, род. 14 декабря 1998 года) — американский профессиональный баскетболист, выступавший в национальной баскетбольной ассоциации за клуб «Филадельфия Севенти Сиксерс». До прихода в НБА играл за баскетбольную команду университета Майами «Майами Харрикейнс». Был выбран «Спёрс» на драфте НБА 2018 года под общим 18 номером.

## Биография
Уокер родился в городе Рединг (штат Пенсильвания), где посещал местную старшую школу. Играя за местную баскетбольную команду он помог ей впервые за 117 летнюю историю завоевать титул чемпиона штата. По окончании обучения он получил предложения спортивной стипендии от таких университетов, как Вилланова, Кентукки, Сиракузы, Аризона, однако решил поступить в университет Майами. Он дебютировал за студенческую баскетбольную команду 10 ноября 2017 года. В игре выйдя со скамейки запасных он набрал 10 очков и сделал 5 передач. 5 декабря он впервые вышел на площадку в стартовом составе и установил личный рекорд результативности, набрав в матче против Бостонского университета 25 очков. По итогам сезона он стал самым результативным игроком «Харрикейнс», а его средняя результативность составил 11,5 очков за игру и он был включён в сборную новичков конференции ACC. В межсезонье Уокер решил не продолжать обучение и выставить свою кандидатуру на драфт НБА.

## Профессиональная карьера

### Сан-Антонио Спёрс (2018—2022)
На драфте НБА 2018 года Уокер был выбран в первом раунде под общим 18 номером клубом «Сан-Антонио Спёрс» и уже в июле принял участие в Летней лиге НБА за свою новую команду. 11 июля он подписал контракт со «Спёрс». 6 октября Уокер получил травму мениска и 25 ноября его перевели в фарм-клуб «Остин Спёрс». Уокер дебютировал в НБА 3 января 2019 года в игре против «Торонто Рэпторс». В ней Лонни отыграл пять минут за которые он успел набрать 3 очка и сделать один подбор, а его команда одержать победу со счётом 125:107.
3 декабря 2019 года Уокер набрал максимальные в карьере 28 очков, в том числе 19 в 4-й четверти, в матче с «Хьюстон Рокетс» в двойном овертайме, а также сделал четыре подбора, три перехвата и блок.

### Лос-Анджелес Лейкерс (2022—2023)
6 июля 2022 года Уокер подписал однолетний контракт с «Лос-Анджелес Лейкерс» на 6,5 миллионов долларов. В начале сезона 2022/23 он принял участие в 32 матчах, выходя во всех в старте, а в конце декабря выбыл из-за тендинита колена. В то время он набирал в среднем 14,7 очка за 29,8 минуты игры и реализовывал 45,5% бросков с игры и 38,9% трехочковых бросков. Он был лучшим бомбардиром «Лейкерс» после Леброна Джеймса, Энтони Дэвиса и Рассела Уэстбрука. Уокер вернулся после 14 пропущенных игр, но его игровое время было ограничено с развитием Остина Ривза и особенно после того, как «Лейкерс» приобрели Д'Анджело Рассела, Малика Бизли, Джарреда Вандербилта и Руя Хатимуру в дедлайн обменов. После того как в первых восьми матчах плей-офф 2023 года Уокер сыграл чуть менее 28 минут, он вернулся в ротацию и набрал 12 очков за 25 минут в победе над «Голден Стэйт», обеспечив «Лейкерс» преимущество в серии в полуфинале конференции. В четвертой игре он набрал все 15 очков в четвертой четверти, что помогло «Лейкерс» преодолеть семиочковое отставание и выиграть со счетом 104-101.

### Бруклин Нетс (2023—2024)
10 июля 2023 года Уокер подписал контракт с «Бруклин Нетс».
29 июня 2024 года Уокер заявил после финала сезона, что недоволен неуважением, которое он получил от тренерского штаба «Бруклин Нетс», и по окончании сезона стал свободным агентом.
28 августа 2024 года Уокер подписал негарантированный контракт Exhibit 10 с «Бостон Селтикс», но 19 октября был отчислен.

### Жальгирис (2024—2025)
30 октября 2024 года Уокер подписал контракт с литовским клубом «Жальгирис». 19 февраля 2025 года он расстался с командой.

### Филадельфия Севенти Сиксерс (2025)
21 февраля 2025 года Уокер подписал контракт с клубом «Филадельфия Севенти Сиксерс».
29 июня 2025 года «Севенти Сиксерс» отклонили опцию Уокера на следующий сезон, сделав его свободным агентом.

## Статистика

### Статистика в НБА
| Сезон                                                                                    | Команда     | Регулярный сезон | Регулярный сезон | Регулярный сезон | Регулярный сезон | Регулярный сезон | Регулярный сезон | Регулярный сезон | Регулярный сезон | Регулярный сезон | Регулярный сезон | Регулярный сезон | Серия плей-офф | Серия плей-офф | Серия плей-офф | Серия плей-офф | Серия плей-офф | Серия плей-офф | Серия плей-офф | Серия плей-офф | Серия плей-офф | Серия плей-офф | Серия плей-офф |
| Сезон                                                                                    | Команда     | GP               | GS               | MPG              | FG%              | 3P%              | FT%              | RPG              | APG              | SPG              | BPG              | PPG              | GP             | GS             | MPG            | FG%            | 3P%            | FT%            | RPG            | APG            | SPG            | BPG            | PPG            |
| ---------------------------------------------------------------------------------------- | ----------- | ---------------- | ---------------- | ---------------- | ---------------- | ---------------- | ---------------- | ---------------- | ---------------- | ---------------- | ---------------- | ---------------- | -------------- | -------------- | -------------- | -------------- | -------------- | -------------- | -------------- | -------------- | -------------- | -------------- | -------------- |
| 2018/19                                                                                  | Сан-Антонио | 17               | 0                | 6,9              | 34,8             | 38,5             | 80,0             | 1,0              | 0,5              | 0,4              | 0,2              | 2,6              | 6              | 0              | 3,5            | 37,5           | 0,0            | -              | 0,3            | 0,5            | 0,0            | 0,0            | 1,0            |
| 2019/20                                                                                  | Сан-Антонио | 61               | 12               | 16,2             | 42,6             | 40,6             | 72,1             | 2,3              | 1,1              | 0,5              | 0,2              | 6,4              | Не участвовал  | Не участвовал  | Не участвовал  | Не участвовал  | Не участвовал  | Не участвовал  | Не участвовал  | Не участвовал  | Не участвовал  | Не участвовал  | Не участвовал  |
| 2020/21                                                                                  | Сан-Антонио | 60               | 38               | 25,4             | 42,0             | 35,5             | 81,4             | 2,6              | 1,7              | 0,5              | 0,3              | 11,2             | Не участвовал  | Не участвовал  | Не участвовал  | Не участвовал  | Не участвовал  | Не участвовал  | Не участвовал  | Не участвовал  | Не участвовал  | Не участвовал  | Не участвовал  |
| 2021/22                                                                                  | Сан-Антонио | 70               | 6                | 23,0             | 40,7             | 31,4             | 78,4             | 2,6              | 2,2              | 0,6              | 0,3              | 12,1             | Не участвовал  | Не участвовал  | Не участвовал  | Не участвовал  | Не участвовал  | Не участвовал  | Не участвовал  | Не участвовал  | Не участвовал  | Не участвовал  | Не участвовал  |
| 2022/23                                                                                  | Лейкерс     | 56               | 32               | 23,2             | 44,8             | 36,5             | 85,8             | 1,9              | 1,1              | 0,5              | 0,3              | 11,7             | 13             | 0              | 13,8           | 48,3           | 38,2           | 75,0           | 0,9            | 0,8            | 0,5            | 0,1            | 6,2            |
| 2023/24                                                                                  | Бруклин     | 58               | 0                | 17,4             | 42,3             | 38,4             | 76,3             | 2,2              | 1,3              | 0,6              | 0,3              | 9,7              | Не участвовал  | Не участвовал  | Не участвовал  | Не участвовал  | Не участвовал  | Не участвовал  | Не участвовал  | Не участвовал  | Не участвовал  | Не участвовал  | Не участвовал  |
| 2024/25                                                                                  | Филадельфия | 20               | 7                | 23,9             | 42,0             | 35,4             | 80,0             | 3,2              | 2,5              | 0,5              | 0,3              | 12,4             | Не участвовал  | Не участвовал  | Не участвовал  | Не участвовал  | Не участвовал  | Не участвовал  | Не участвовал  | Не участвовал  | Не участвовал  | Не участвовал  | Не участвовал  |
|                                                                                          | Всего       | 342              | 95               | 20,5             | 42,2             | 35,6             | 79,5             | 2,3              | 1,5              | 0,5              | 0,3              | 10,0             | 19             | 0              | 10,5           | 47,1           | 37,1           | 75,0           | 0,7            | 0,7            | 0,4            | 0,1            | 4,5            |
| Наведите курсор мыши на аббревиатуры в заголовке таблицы, чтобы прочесть их расшифровку. |             |                  |                  |                  |                  |                  |                  |                  |                  |                  |                  |                  |                |                |                |                |                |                |                |                |                |                |                |

### Статистика в Джи-Лиге
| Сезон                                                                                    | Команда     | Регулярный сезон | Регулярный сезон | Регулярный сезон | Регулярный сезон | Регулярный сезон | Регулярный сезон | Регулярный сезон | Регулярный сезон | Регулярный сезон | Регулярный сезон | Регулярный сезон | Серия плей-офф | Серия плей-офф | Серия плей-офф | Серия плей-офф | Серия плей-офф | Серия плей-офф | Серия плей-офф | Серия плей-офф | Серия плей-офф | Серия плей-офф | Серия плей-офф |
| Сезон                                                                                    | Команда     | GP               | GS               | MPG              | FG%              | 3P%              | FT%              | RPG              | APG              | SPG              | BPG              | PPG              | GP             | GS             | MPG            | FG%            | 3P%            | FT%            | RPG            | APG            | SPG            | BPG            | PPG            |
| ---------------------------------------------------------------------------------------- | ----------- | ---------------- | ---------------- | ---------------- | ---------------- | ---------------- | ---------------- | ---------------- | ---------------- | ---------------- | ---------------- | ---------------- | -------------- | -------------- | -------------- | -------------- | -------------- | -------------- | -------------- | -------------- | -------------- | -------------- | -------------- |
| 2018/19                                                                                  | Остин Спёрс | 29               | 28               | 27,3             | 43,9             | 35,8             | 81,1             | 2,9              | 1,8              | 1,2              | 0,4              | 16,6             | Не участвовал  | Не участвовал  | Не участвовал  | Не участвовал  | Не участвовал  | Не участвовал  | Не участвовал  | Не участвовал  | Не участвовал  | Не участвовал  | Не участвовал  |
|                                                                                          | Всего       | 29               | 28               | 27,3             | 43,9             | 35,8             | 81,1             | 2,9              | 1,8              | 1,2              | 0,4              | 16,6             | Не участвовал  | Не участвовал  | Не участвовал  | Не участвовал  | Не участвовал  | Не участвовал  | Не участвовал  | Не участвовал  | Не участвовал  | Не участвовал  | Не участвовал  |
| Наведите курсор мыши на аббревиатуры в заголовке таблицы, чтобы прочесть их расшифровку. |             |                  |                  |                  |                  |                  |                  |                  |                  |                  |                  |                  |                |                |                |                |                |                |                |                |                |                |                |

### Статистика в NCAA
| Сезон | Команда          | Conf  | Class | GP | GS | MPG  | FG%  | 3P%  | FT%  | RPG | APG | SPG | BPG | PPG  |
| --- | ---------------- | ----- | ----- | -- | -- | ---- | ---- | ---- | ---- | --- | --- | --- | --- | ---- |
| 2017/18 | Майами (Флорида) | ACC   | FR    | 32 | 18 | 27,8 | 41,5 | 34,6 | 73,8 | 2,6 | 1,9 | 0,9 | 0,5 | 11,5 |
| Всего | Всего            | Всего | Всего | 32 | 18 | 27,8 | 41,5 | 34,6 | 73,8 | 2,6 | 1,9 | 0,9 | 0,5 | 11,5 |
| Наведите курсор мыши на аббревиатуры в заголовке таблицы, чтобы прочесть их расшифровку Статистика приведена с сайта sports-reference.com |                  |       |       |    |    |      |      |      |      |     |     |     |     |      |

### Статистика в других лигах
| Сезон | Команда   | Лига                    | GP | GS | MPG  | FG%  | 3P%  | FT%  | RPG | APG | SPG | BPG | PFL | TOV | PPG  |
| --- | --------- | ----------------------- | -- | -- | ---- | ---- | ---- | ---- | --- | --- | --- | --- | --- | --- | ---- |
| 2024/25 | Все клубы | Все лиги                | 33 | 23 | 20,6 | 42,9 | 40,0 | 82,8 | 2,9 | 2,0 | 0,7 | 0,2 | 1,6 | 1,5 | 13,5 |
| 2024/25 | Жальгирис | Евролига                | 19 | 15 | 22,3 | 38,7 | 33,1 | 85,7 | 3,2 | 1,8 | 0,9 | 0,2 | 1,6 | 1,9 | 13,6 |
| 2024/25 | Жальгирис | Чемпионат Литвы         | 10 | 6  | 17,5 | 53,1 | 54,0 | 71,4 | 2,5 | 1,8 | 0,4 | 0,5 | 1,5 | 0,9 | 12,8 |
| 2024/25 | Жальгирис | Кубок короля Миндаугаса | 4  | 2  | 20,1 | 45,0 | 45,5 | 87,5 | 3,0 | 3,0 | 0,3 | 0,0 | 1,8 | 1,5 | 15,0 |
| Всего | Всего     | Всего                   | 33 | 23 | 20,6 | 42,9 | 40,0 | 82,8 | 2,9 | 2,0 | 0,7 | 0,2 | 1,6 | 1,5 | 13,5 |
| Наведите курсор мыши на аббревиатуры в заголовке таблицы, чтобы прочесть их расшифровку Статистика приведена с сайта basketball.realgm.com |           |                         |    |    |      |      |      |      |     |     |     |     |     |     |      |